# 1945 au Nouveau-Brunswick
Chronologie du Nouveau-Brunswick
- 1941
- 1942
- 1943
- 1944
- 1945
- 1946
- 1947
- 1948
- 1949

Cette page concerne des événements d'actualité qui se sont produits durant l'année 1945 dans la province canadienne du Nouveau-Brunswick.

## Événements
- 18 avril : l'ancien député libéral de Gloucester Clarence Veniot est nommé sénateur.
- 19 avril : George Percival Burchill et Frederick William Pirie sont nommés sénateurs.
- 11 juin : lors de l'élection fédérale, les libéraux remportent 7 sièges dans la province contre 3 pour les conservateurs.
- Octobre : fondation de l'Université Kingswood à Woodstock.
- 1er novembre : David Laurence MacLaren succède à William George Clark comme lieutenant-gouverneur du Nouveau-Brunswick.

## Naissances
- Léopold Foulem, céramiste et professeur
- 24 janvier : Joseph A. Day, sénateur
- 21 février : Danny Grant, joueur de hockey
- 15 juillet : Laval Goupil, acteur, dramaturge et metteur en scène
- 25 septembre : Gérald Leblanc, poète
- 15 novembre : Jean Gauvin, ministre et député
- 27 novembre : Claude Bourque, journaliste
- 12 décembre : Marie-Marthe-Aldéa Landry, ministre et député
- 28 décembre : Bertin Leblanc, député

## Décès
- 6 janvier : Auguste Bordage, marchand et homme politique canadien
- 6 février : Albion Roudolph Foster, député.
- 28 février : Frank Bunting Black, sénateur et maire de Sackville.
- 2 mars : Oswald Smith Crocket, député et juge à la cour suprême du Canada.
- 8 décembre : Thomas Bell, député.